# Gia Guruli
Gia Guruli (gruz. გია გურული, ros. Гия Гиевич Гурули, Gia Giewicz Guruli; ur. 20 maja 1964 w Cziaturze) – gruziński piłkarz występujący na pozycji napastnika, reprezentant Gruzji w latach 1990–1994, trener piłkarski.

## Kariera klubowa
W 1982 roku rozpoczął karierę piłkarską w Dinamie Tbilisi. W latach 1988–1989 występował w Gurii Lanczchuti, a potem wrócił do Dynama, które zmieniło nazwę na Iberia Tbilisi. W 1990 wyjechał za granicę i bronił barw GKS Katowice. Od 1992 występował we Francji: najpierw w Le Havre AC, następnie w USL Dunkerque, w 1999 zakończył karierę piłkarską jako zawodnik Calais RUFC.

## Kariera reprezentacyjna
22 lutego 1994 zadebiutował w reprezentacji Gruzji w meczu towarzyskim z Izraelem. Łącznie w drużynie narodowej zanotował 3 występy..

## Kariera trenerska
Po zakończeniu kariery piłkarskiej osiedlił się na stałe we Francji, gdzie rozpoczął pracę trenerską w miejscowych klubach. W latach 2004–2005 był asystentem selekcjonera reprezentacji Gruzji Alaina Giresse’a. W 2012 roku objął posadę trenera Dinamo Batumi, skąd odszedł po roku.

## Życie prywatne
Jest ojcem Aleksandre Guruliego.

## Sukcesy

### Zespołowe
Dinamo (Iberia) Tbilisi
- mistrzostwo Gruzji: 1990

GKS Katowice
- Puchar Polski: 1990/91

### Indywidualne
- król strzelców Umaglesi Ligi: 1990 (23 gole)